# Cyclone Ivan
Pour les articles homonymes, voir Cyclone tropical Ivan.
Le cyclone Ivan est un puissant cyclone tropical de catégorie 4 qui a frappé Madagascar en février 2008. Il succède au cyclone Fame ayant frappé l'île quelques jours plus tôt, fin janvier 2008, et au cyclone Gula. Issu d'une zone de convection persistante le 7 février, Ivan s'est d'abord déplacé vers le sud-est, avant de dériver vers l'ouest-sud-ouest. Bénéficiant de conditions favorables, il s'est renforcé pour atteindre des pointes de vent le 17 février avant de frapper le nord-est de Madagascar. Il a dégénéré ensuite en une zone de basse pression pendant qu'il a traversé l'île et s'est brièvement retransformé en dépression tropicale faible avant de se dissiper le 22 février.
Ivan a causé d'importants dégâts à Madagascar, ayant notamment provoqué des inondations. Dans l'île Sainte-Marie, la région la plus touchée, 90 % des infrastructures ont été détruites, tout comme 70 % des structures. Plus de 1 600 km2 de cultures ont été détruites, laissant des centaines de familles sans nourriture. En outre, des inondations graves et des vents violents ont privé d'électricité et d'eau potable les habitants de la ville de Toamasina. Au total, plus de 330 000 personnes ont été sinistrées et on dénombre 93 morts.

## Évolution météorologique
Le 5 février, une zone de convection a persisté à environ 555 km au nord de La Réunion dans le sud-ouest de l'océan Indien. Le système a maintenu une large circulation de bas niveau avec convection profonde associée et a développé lentement des bandes spirales de précipitations. Le 7 février, en début de journée, la circulation est devenue mieux définie car elle est restée dans une zone de faible cisaillement du vent et de forte diffluence. À 6 h 00 UTC, Météo-France classe Ivan comme dépression tropicale 11 alors qu'il se trouve à environ 880 km au nord-nord-est de l'île Maurice. Au même moment, le Joint Typhoon Warning Center (JTWC) commence à émettre des alertes cycloniques concernant Ivan, le qualifiant de cyclone tropical 18S. La dépression a suivi une trajectoire est-sud-est, sous l'influence d'une crête subtropicale de mi-niveau dans la troposphère. Une dépression coupée au sud du système a amélioré les conditions en altitude et Ivan s'est rapidement renforcé en tempête tropicale.
La tempête s'est alors rapidement organisée et a développé son œil. Ivan s'intensifie ensuite moins vite quand une creux d'altitude commença à limiter le flux d'air sortant à son niveau et Ivan devient presque stationnaire lorsqu'il pénètra dans une zone de faible circulation atmosphérique. L'environnement global restant favorable au cyclone, le JTWC a rehaussé Ivan au statut de cyclone tropical, ayant des vents d'une vitesse supérieure à 119 km/h, tôt le 9 février. Cependant, Météo-France a seulement qualifié Ivan de tempête tropicale forte.
Le 9 février en fin de journée, la tempête s'est temporairement affaiblie lorsque le cisaillement du vent a augmenté, bien que le lendemain, elle se soit intensifiée à mesure que la convection augmentait. Des bandes nuageuses convectives se sont formées dans l'œil, incitant le JTWC à reclasser Ivan comme cyclone tropical le 10 février. Le 11 février, Météo-France rehausse Ivan à cyclone tropical alors qu'il se situe à 1 025 km de l'île Maurice.
Avant le 14 février, Ivan accélère et, bénéficiant d'un environnement plus favorable, devient une tempête tropicale sévère. Le 15 février, le niveau d’Ivan est rehaussé à cyclone tropical dans ces conditions favorables persistantes. Ivan est encore reclassé, comme cyclone tropical intense le 16 février, alors qu'il s'est rapproché de Madagascar. Le cyclone arrive au nord de Fenoarivo[Lequel ?] le 17 février. Après avoir touché terre, il s'affaiblit rapidement en raison du terrain accidenté de l'île. La tempête a traversé Madagascar en se dirigeant vers le sud-ouest.
Il était prévu qu’Ivan se régénère sur le canal du Mozambique, devenant une dépression tropicale, après avoir quitté les terres malgaches. Cependant, les restes du cyclone retournent dans l'océan le 21 février et Météo-France reclasse la tempête en « dépression post-Ivan ». Ivan, très fortement perturbé par sa traversée de Madagascar, ne s'est pas renforcé davantage. Le dernier avis a été publié le 22 février.

## Préparatifs
Sur l'île, tous les vols ont été suspendus ou annulés pendant la tempête, et l'approvisionnement en électricité de la plupart des secteurs a été coupé. 

## Impacts

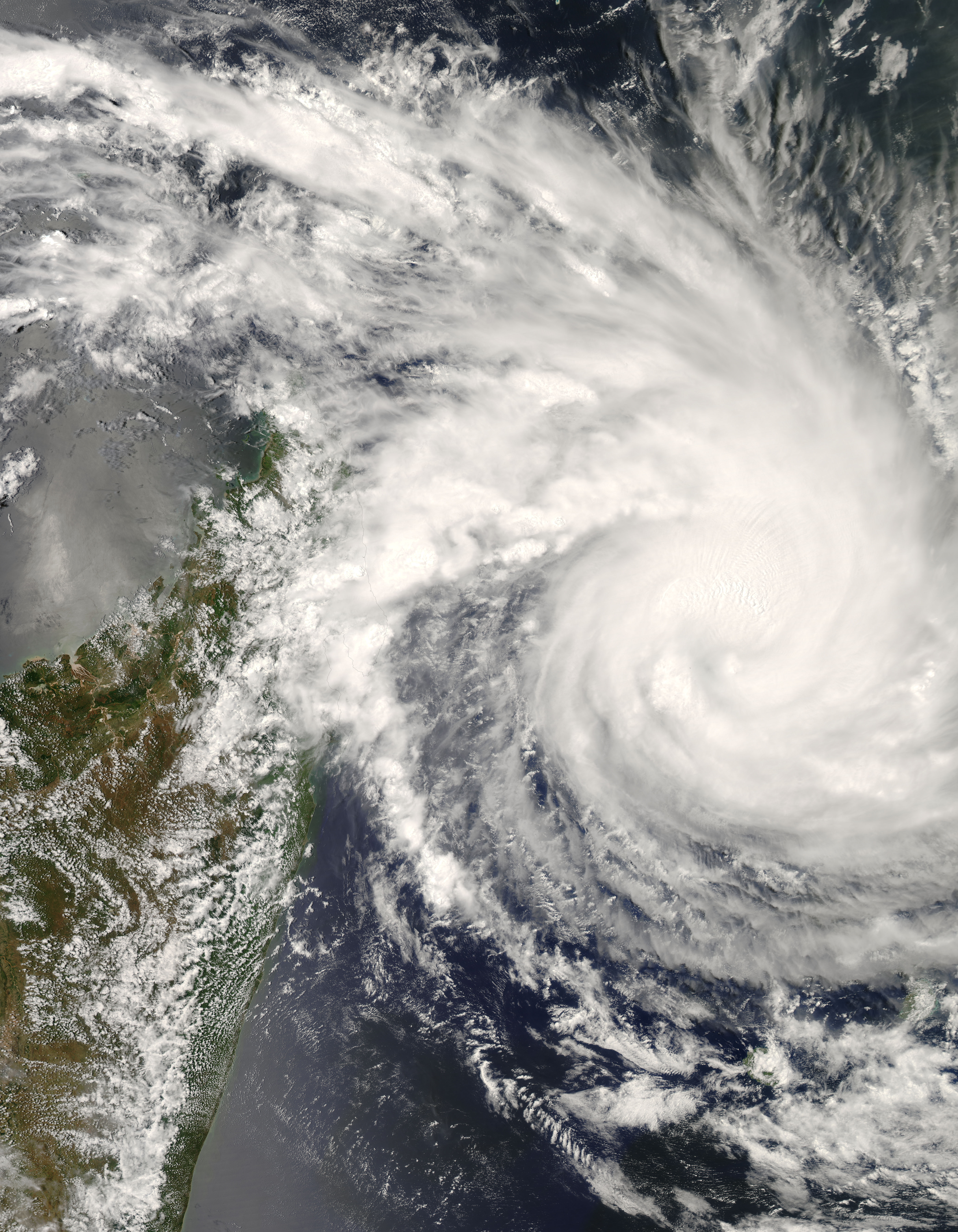
Le cyclone Ivan s'intensifiant le 15 février.

Le cyclone Ivan aborde Madagascar près de la ville de Toamasina le 17 février, ses vents atteignant la vitesse de 200 km/h. Selon les agences de presse locales, l'île Sainte-Marie, au large de Madagascar, est la zone la plus touchée avec 9 personnes tuées et 90 % des infrastructures de l'île détruites, dont un hôtel qui s'est effondré. En outre, 75 % des structures malgaches ont été complètement détruites.
Sur l'île principale, 400 km2 de cultures de riz ont été détruites, ainsi que 1 200 km2 d'autres récoltes. De ce fait, beaucoup de familles ne disposaient pas de nourriture ou n'en avaient pas assez. À Analanjirofo, la région la plus touchée, 80 000 personnes ont été sinistrées, et la plupart des écoles, maisons et autres structures ont été détruites à la suite des inondations et du vent. Le pont d'Antaratasy, qui faisait la liaison entre la région d'Atsinanana et les villes au nord, a été complètement détruit, isolant de nombreuses personnes de leurs familles. Son effondrement, en plus des dommages impactant les communications, a empêché le contact avec des personnes affectées par Ivan. 
Dans la ville de Toamasina, l'eau et l'électricité ont été coupées à la suite de la tempête. Les vents violents ont abattu des arbres et des lignes électriques, et l'augmentation des inondations a été préoccupante. Dans la région d'Alaotra-Mangoro, il a fallu aider près de 23 000 personnes à cause des dommages considérables causés par les inondations. Dans la région d'Analamanga, 18 000 personnes étaient sinistrées tandis que 13 000 l'étaient dans la région d'Atsinanana. Au total, 190 000 personnes ont été sinistrées à la suite du cyclone. On dénombre également 83 morts en tout.

## Épilogue
Après le passage du cyclone, l'Agence des États-Unis pour le développement international a apporté des produits de secours et des fournitures à Madagascar. Elle a également fourni 320 rouleaux de feuilles de plastique d'une valeur de 213 100 $US (de 2008) ainsi qu'une assistance-logement à 3 000 familles touchées. Ils ont également fourni 100 000 dollars supplémentaires à CARE et au Programme alimentaire mondial visant à rétablir l'accès aux zones touchées pour faire parvenir des fournitures d'urgence et une aide alimentaire. L'aide totale du gouvernement américain à Madagascar après le cyclone est ainsi évaluée à plus de 300 000 dollars. 
Près de 140 volontaires ont été fournis par la Croix-Rouge malgache dans sept districts de l'est du pays pour aider à l'aide humanitaire. L'organisme a reçu des approvisionnements supplémentaires de la Croix-Rouge française qui a mobilisé sa plate-forme d'intervention dans l'océan Indien pour fournir un soutien logistique. Douze tonnes de matériel ont été fournies par le centre principal de La Réunion, y compris les bâches, trousses à outils, générateurs, comprimés de purification d'eau et autres fournitures d'urgence. En outre, le président malgache a fait un don de 8 millions d'ariary aux branches locales de la Croix-Rouge malgache avec 20 tonnes de riz. De ce fait, la Croix-Rouge a pu distribuer des articles d'urgence à 1 207 familles. Chaque famille a reçu 16 kilogrammes de riz, 500 grammes de sel, 1,5 litre d'huile, deux barres de savon, des bougies et un briquet.